# Marek Janowski
Marek Janowski (Varsavia, 18 febbraio 1939) è un direttore d'orchestra polacco.

## Biografia
Marek Janowski è cresciuto a Wuppertal nei pressi di Colonia, Germania, dopo che la madre era andata lì, all'inizio della seconda guerra mondiale, per stare con i suoi genitori. Il padre scomparve in Polonia durante la guerra.
Janowski prestò servizio come direttore musicale a Friburgo e all'Opera di Dortmund, dirigendo la Dortmunder Philharmoniker, il secondo dal 1973 al 1979. Servì come Kapellmeister dell'Orchestra Gürzenich di Colonia, dal 1986 al 1990. In precedenza, nel 1984, divenne direttore musicale della Orchestre Philharmonique de Radio France (allora si chiamava la Nouvel Orchestre Philharmonique) a Parigi, incarico che mantenne fino al 2000. Dal 2000 al 2009, Janowski fu direttore principale dell'Orchestra Filarmonica di Monte-Carlo. Fu anche Direttore Principale della Filarmonica di Dresda 2001-2004.
Dal 2002 è stato il direttore principale dell'Orchestra Sinfonica di Radio Berlino, con un contratto a vita con l'orchestra all'epoca. È previsto che concluda il suo mandato di Berlino dopo la stagione 2015-2016. Nella stagione 2005-2006, Janowski ha iniziato il suo mandato come Direttore Artistico e Musicale dell'Orchestre de la Suisse Romande (OSR), con un contratto iniziale di cinque anni. Nel settembre 2008, il suo contratto con l'OSR è stato esteso al 2015. Tuttavia, nel gennaio 2010, in una modifica del prolungamento del contratto del settembre 2008 Janowski e l'OSR furono d'accordo sulla conclusione programmata della sua direzione della OSR dopo la stagione 2011-2012.
Negli Stati Uniti, a partire dal 2005, Janowski servì come uno dei direttori in un "triumvirato" di direttori nell'Orchestra Sinfonica di Pittsburgh, con Sir Andrew Davis e Yan Pascal Tortelier, fornendo una guida artistica per l'orchestra, in assenza di un unico direttore musicale. Questa sistemazione si è conclusa nel 2008, dopo l'adesione di Manfred Honeck come direttore musicale del PSO. Janowski detiene ora la Otto Klemperer Guest Conductor Chair con la PSO. Ha registrato le quattro sinfonie di Johannes Brahms con la PSO.
Janowski ha diretto nella maggior parte dei più importanti teatri d'opera del mondo, tra cui Arabella, Salome e Il ratto dal serraglio al Metropolitan Opera. Ha fatto un certo numero di registrazioni d'opera, tra cui la prima registrazione digitale dell'intero ciclo dell'Anello di Richard Wagner tra il 1980 e il 1983 per la RCA, con la Staatskapelle di Dresda. Lui e quell'orchestra avevano già fatto le prime incisioni di La donna silenziosa di Richard Strauss nel 1976 per la EMI, e di Euryanthe di Carl Maria von Weber, nel 1974 per la EMI, con Jessye Norman e Nicolai Gedda nei ruoli principali. Un'altra prima registrazione operistica era I diavoli di Loudun di Krysztof Penderecki con la Staatsoper di Amburgo, poco dopo condusse la prima mondiale del lavoro nel 1969.